# Enriqueta Compte y Riqué
Enriqueta Compte y Riqué (31 tháng 12 năm 1866 - 18 tháng 10 năm 1949) là một giáo viên người Uruguay gốc Tây Ban Nha. Cô là người sáng lập trường mẫu giáo đầu tiên ở Nam Mỹ vào năm 1892 và nổi tiếng vì đã đóng góp quyết định cho việc dạy mầm non ở Uruguay và Mỹ Latinh.

## Tiểu sử
Con gái của cha mẹ người Catalan, Enriqueta Compte y Riqué di cư tới Uruguay cùng gia đình khi vẫn còn là một đứa trẻ. Mặc dù bị cận thị, Compte đã cố gắng vượt qua những khó khăn của mình và tận tâm học tập trong giảng dạy. Cô tốt nghiệp năm 19 với tư cách là giáo viên lớp một, và năm 1886 là giáo viên cấp trên. Năm 1887, cô được bổ nhiệm làm phó giám đốc của Viện Phụ nữ trẻ, và trong cùng năm đó, cô đi đến Châu Âu trong một nhiệm vụ chính thức cho chính phủ của Máimumo Tajes, để chuyên về giáo dục mầm non. Cô được giao nhiệm vụ tiếp thu những lời dạy của Friedrich Fröbel, đó là lý do tại sao cô đi lưu diễn ở Bỉ, Đức, Hà Lan, Pháp và Thụy Sĩ. Enriqueta Compte y Riqué trở về từ chuyến đi này vào tháng 9 năm 1890. Kết quả của chuyến đi, cô đã viết một báo cáo trong đó cô bày tỏ "hy vọng hiện thực hóa ở Cộng hòa, thành lập các cơ sở này, tiếp cận lý tưởng của Fröbel và kết hợp chúng vào tổ chức công cộng của Giáo dục tiểu học." 
Compte đã thực hiện nhiều ấn phẩm trên các tạp chí và sách chuyên ngành cho trẻ em từ ba đến sáu tuổi. Với phương pháp tâm lý và sư phạm, công việc của cô có xu hướng nghiên cứu trẻ em tôn trọng cá tính và năng lực học tập cá nhân.
Enriqueta Compte y Riqué cũng được chấp nhận vào một số hiệp hội với mục tiêu là quyền của phụ nữ, cuộc chiến chống lại bệnh lao, chẳng hạn như Liên đoàn phòng chống bệnh lao của người Uruguay, và chống lại nghiện rượu và buôn bán phụ nữ.
Công việc của Enriqueta Compte y Riqué là tiền thân của giáo dục thế tục, dựa trên sự bình đẳng xã hội và vượt qua những định kiến và trở ngại mà theo cô, là có hại cho học sinh, nhưng trên hết, đối với đứa trẻ là một con người không đáng bị một thế giới đầy sự chênh lệch về mục tiêu và khả năng chi phối.